# Satyrium favonius
Espèce
Satyrium favonius est une espèce d'insectes lépidoptères de la famille des Lycaenidae, de la sous-famille des Theclinae et du genre Satyrium.